# Jiřina Štěpánová
Jiřina Štěpanová (* 27. března 1930) byla československá hráčka basketbalu (vysoká 175 cm). Je zařazena na čestné listině mistrů sportu.
Do Prahy přišla z Litoměřic. Patřila mezi opory basketbalového reprezentačního družstva Československa, za které v letech 1951 až 1957 hrála celkem 50 utkání a má významný podíl na dosažených sportovních výsledcích. Zúčastnila se mistrovství světa 1957 a dvou mistrovství Evropy v basketbale žen, na nichž získala celkem tři medaile, stříbrnou za 2. místo na ME 1954 v Bělehradě a dvě bronzové za třetí místa (ME 1956 v Praze a MS 1957 v Rio de Janeiro, Brazílie). Na Mistrovství Evropy 1956 v Praze byla se 123 body druhou nejlepší střelkyní Československa, hned za Dagmar Hubálkovou, která zaznamenala o dva body více.
V československé basketbalové lize žen hrála celkem 7 sezón (1953-1960), dvě za Slavia Praha Pedagog a pět sezón za Spartu Praha (Spartak Sokolovo), v nichž s týmem získala v ligové soutěži dvakrát titul mistra Československa (1954, 1958), dvakrát druhé a třikrát třetí místo. Ve všech ligových sezónách tedy získala medaili.
S týmem Sparty Praha se zúčastnila FIBA Poháru evropských mistrů v basketbale žen v sezóně 1958/59, tým se probojoval mezi čtyři nejlepší družstva a podlehl až v semifinále proti Slavia Sofia.,

## Sportovní kariéra

### Basketbal
Kluby: celkem 7 medailových umístění: 2x 1. místo, 2x 2. místo, 3x 3. místo
- 1954-1955 Slavia Praha Pedagog: mistryně Československa (1955), 3. místo (1954)
- Sparta Praha (Spartak Sokolovo): mistryně Československa (1958), 2x 2. místo (1956, 1957), 2x 3. místo (1959, 1960)
- Československo: 1951–1957 celkem 50 mezistátních zápasů, na MS a ME celkem 129 bodů ve 9 zápasech (bude doplněno)
- Mistrovství světa: 1957 Rio de Janeiro (6 bodů /2 zápasy)
- Mistrovství Evropy: 1954 Bělehrad (bude doplněno), 56 Praha (123 /7)
- úspěchy: Mistrovství světa v basketbalu žen: 3. místo (1957) • Mistrovství Evropy v basketbalu žen 2. místo (1954), 3. místo (1956)
- FIBA Pohár evropských mistrů v basketbale žen, 1x v semifinále (1959)